# Casa Fargas
La casa Fargas és un edifici situat a la Rambla de Catalunya, 47 de Barcelona, catalogat com a bé cultural d'interès local. Al pis principal es troba la seu de la fundació Ramon Trias Fargas.

## Història
L'edifici fou encarregat el 1904 pel doctor Miquel Arcàngel Fargas i Roca a l'arquitecte Enric Sagnier i Villavecchia. Tal com diu una placa a la façana, hi nasqué i visqué el polític i economista Ramon Trias i Fargas, que el 1975 fundà el partit Esquerra Democràtica de Catalunya, i fou conseller d'Economia i Finances de la Generalitat de Catalunya entre 1980 i 1982 i entre 1988 i 1989.

## Descripció
La casa Fargas pertany a l'època de maduresa d'Enric Sagnier, i destaca com un dels més reeixits de la seva època modernista. Tanmateix, en aquest cas l'arquitecte s'allunyà dels preceptes estilístics habituals en el moviment i presentà una construcció inspirada en models francesos del segle xviii. D'aquesta manera, aconseguí projectar un immoble de formes ondulades, però amb un estil conciliador i poc agosarat que s'adaptava al gust d'una clientela que no es veia inclinada als excessos arquitectònics de l'època. En aquest cas, la decoració es concentra a la part inferior de la façana, és a dir, als baixos, l'entresol i el pis principal. Damunt d'aquests s'hi van edificar quatre pisos més i un cinquè que és un afegit posterior.
Els baixos estan integrats per dos nivells: semisoterrani i entresol. La porta d'entrada està situada en un lateral, és l'únic element disruptiu de la simetria de la façana. Al llarg del mur s'hi ha disposat un sòcol amb perfil mixtilini i textura rugosa; dit acabament contrasta amb la resta de l'immoble, que exhibeix un parament arrebossat amb imitació de carreus. La part superior de la planta està ornada amb un fris de relleus de temàtica vegetal. Les representacions de flors i fulles són una constant en l'ornamentació de la planta baixa que, com s'ha dit anteriorment, és més rica que la resta de l'edifici. Hi ha tres obertures al mur: la més destacada és la porta d'entrada, ubicada al lateral, que és de forma trilobulada. Dos extrems del sòcol pugen cap amunt, enllaçant-se amb els relleus de tiges i fulles que acompanyen la part superior de la porta. Al centre, és coronada per un òcul encerclat per un estucat amb el mateix embelliment de motius vegetals. D'aquesta manera, l'òcul queda completament integrat en la decoració. Les restants obertures corresponent a les finestres dels locals comercials i n'hi ha quatre, dues a l'entresol i dues al semisoterrani. Les de l'entresol són més riques i imiten la forma trilobulada de la porta, amb elements florals al capdamunt. En canvi, les del semisoterrani (que queden inserides dins del traçat del sòcol) presenten arcs mixtilinis com a únic element distintiu.
A mesura que l'estructura creix, la decoració es va perdent. Es pot considerar que l'element amb més protagonisme de la façana, deixant de banda la porta i la seva ornamentació, és la llarga tribuna correguda de cos cilíndric que ocupa la part central de la majoria dels pisos (no només el principal, sinó també el primer, el segon i el tercer). Les tribunes consisteixen en una única finestra bombada i de línies ondulades i, a la part superior de cadascuna, uns simples però efectius relleus amb un medalló envoltat per rams de flors força dispersos entre si. Els balcons tenen forma d'arc mixtilini, al voltant de la part superior del qual es disposen, novament, relleus florals. Tots tenen baranes de ferro forjat, menys els de la planta noble. De fet, Enric Sagnier va usar una sèrie de recursos que permeten distingir el pis principal: en primer lloc, va incorporar balustrades profusament ornamentades als balcons, en comptes de les baranes de ferro; en segon lloc, a la tribuna principal hi afegí una barana de ferro forjat més elaborada que les altres; i, en tercer lloc, al dessota dels balcons del primer pis va disposar unes mènsules que complementen la decoració superior dels balcons del principal. Són maneres de ressaltar la importància d'aquest pis, que estava destinat al propietari, mentre que els altres solien ser per llogar. El coronament va ser malmès per la remunta d'un cinquè pis amb una vidriera central sobre el ràfec.

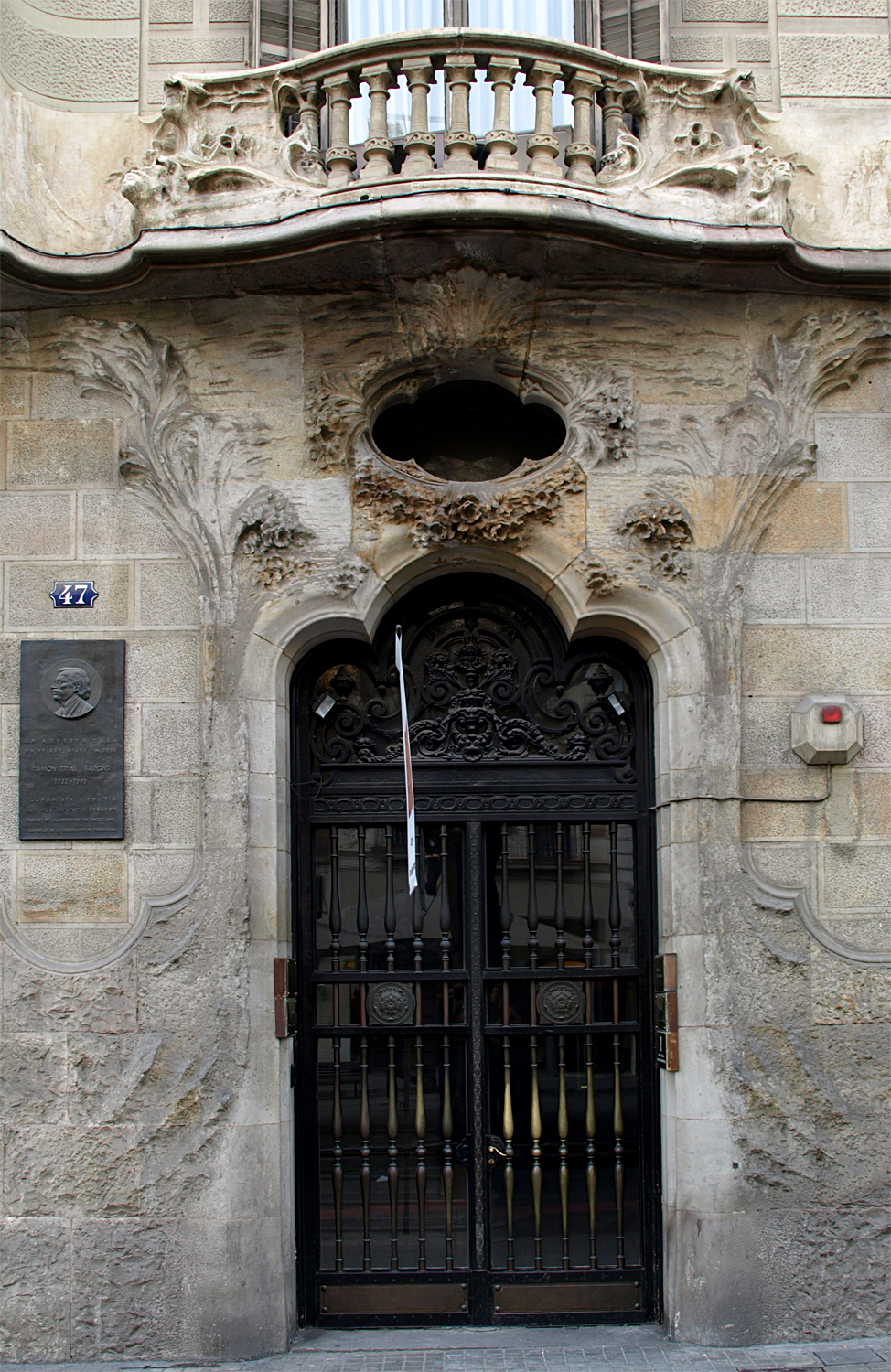
Porta d'entrada

A l'interior, es pot apreciar un vestíbul amb dos arcs trilobulats que estan separats per una columna toscana. A la part superior dels arcs es presenta decoració floral estucada. La columna actua com a divisor de dos espais: per una banda, tenim l'escala de marbre (amb barana de fusta sostinguda per elements de ferro forjat) i, d'altra banda, el pati de l'escala. En aquest darrer emplaçament és on hi ha l'ascensor, a més d'un moble de fusta fosca amb línies corbes que incorpora un mirall i està arrambat a la paret. Altres decoracions estan presents a la paret contigua de l'escala, on hi ha un arrambador de marbre en color ocre que fa una forma dentada. En aquest mateix mur i propers al sòcol s'hi ha realitzat uns esgrafiats que són similars als que presenta la paret on està encabida la porta d'entrada.